# اش لیک (مینه‌سوتا)
اش لیک (به انگلیسی: Ash Lake) یک منطقهٔ مسکونی در ایالات متحده آمریکا است که در شهرستان سنت لوئیس، مینه‌سوتا واقع شده‌است. اش لیک ۲۰ نفر جمعیت دارد و ۴۰۶٫۹۱ متر بالاتر از سطح دریا واقع شده‌است.